# Tephrosia diversifolia
Tephrosia diversifolia là một loài thực vật có hoa trong họ Đậu. Loài này được (Rose) J.F.Macbr. miêu tả khoa học đầu tiên.